# Okręg wyborczy nr 35 do Senatu Rzeczypospolitej Polskiej
Okręg wyborczy nr 35 do Senatu Rzeczypospolitej Polskiej obejmuje obszar powiatów dąbrowskiego i tarnowskiego oraz miasta na prawach powiatu Tarnowa (województwo małopolskie). Wybierany jest w nim 1 senator na zasadzie większości względnej.
Utworzony został w 2011 na podstawie Kodeksu wyborczego. Po raz pierwszy zorganizowano w nim wybory 9 października 2011. Wcześniej obszar okręgu nr 35 należał do okręgu nr 14.
Siedzibą okręgowej komisji wyborczej jest Tarnów.

## Reprezentant okręgu
| Rok  | Rok  | Senator         | Partia                 |
| ---- | ---- | --------------- | ---------------------- |
|      | 2011 | Kazimierz Wiatr | Prawo i Sprawiedliwość |
| 2015 |      | Kazimierz Wiatr | Prawo i Sprawiedliwość |
| 2019 |      | Kazimierz Wiatr | Prawo i Sprawiedliwość |
| 2023 |      | Kazimierz Wiatr | Prawo i Sprawiedliwość |

## Wyniki wyborów
Symbolem „●” oznaczono senatora ubiegającego się o reelekcję.

### Wybory parlamentarne 2011
| Kandydat                                                                                      | Kandydat                | Komitet wyborczy           | Głosów | Głosów | Głosów |
| Kandydat                                                                                      | Kandydat                | Komitet wyborczy           | Liczba | %      | +/–    |
| --------------------------------------------------------------------------------------------- | ----------------------- | -------------------------- | ------ | ------ | ------ |
|                                                                                               | Kazimierz Wiatr ●       | Prawo i Sprawiedliwość     | 52 814 | 38,69  | –      |
|                                                                                               | Roman Ciepiela          | Platforma Obywatelska RP   | 47 686 | 34,93  | –      |
|                                                                                               | Andrzej Kosiniak-Kamysz | Polskie Stronnictwo Ludowe | 19 578 | 14,34  | –      |
|                                                                                               | Paweł Augustyn          | Polska Jest Najważniejsza  | 12 837 | 9,40   | –      |
|                                                                                               | Zdzisław Sumara         | Prawica                    | 3 597  | 2,63   | –      |
| Frekwencja: 47,88% Liczba głosów ważnych: 136 512 (97,12%) Źródło: Państwowa Komisja Wyborcza |                         |                            |        |        |        |

● Kazimierz Wiatr reprezentował w Senacie VII kadencji (2007–2011) okręg nr 14.

### Wybory parlamentarne 2015
| Kandydat                                                                                      | Kandydat          | Komitet wyborczy           | Głosów | Głosów | Głosów |
| Kandydat                                                                                      | Kandydat          | Komitet wyborczy           | Liczba | %      | +/–    |
| --------------------------------------------------------------------------------------------- | ----------------- | -------------------------- | ------ | ------ | ------ |
|                                                                                               | Kazimierz Wiatr ● | Prawo i Sprawiedliwość     | 91 164 | 64,11  | +25,42 |
|                                                                                               | Łukasz Węgrzyn    | Polskie Stronnictwo Ludowe | 51 039 | 35,89  | +21,55 |
| Frekwencja: 51,08% Liczba głosów ważnych: 142 203 (94,17%) Źródło: Państwowa Komisja Wyborcza |                   |                            |        |        |        |

### Wybory parlamentarne 2019
| Kandydat                                                                                      | Kandydat           | Komitet wyborczy                     | Głosów | Głosów | Głosów |
| Kandydat                                                                                      | Kandydat           | Komitet wyborczy                     | Liczba | %      | +/–    |
| --------------------------------------------------------------------------------------------- | ------------------ | ------------------------------------ | ------ | ------ | ------ |
|                                                                                               | Kazimierz Wiatr ●  | Prawo i Sprawiedliwość               | 98 317 | 58,32  | –5,79  |
|                                                                                               | Zbigniew Karciński | Polskie Stronnictwo Ludowe           | 49 121 | 29,14  | –6,75  |
|                                                                                               | Dariusz Klich      | Konfederacja Wolność i Niepodległość | 21 147 | 12,54  | –      |
| Frekwencja: 58,85% Liczba głosów ważnych: 168 585 (97,95%) Źródło: Państwowa Komisja Wyborcza |                    |                                      |        |        |        |

### Wybory parlamentarne 2023
| Kandydat                                                                                      | Kandydat              | Komitet wyborczy                                                           | Głosów | Głosów | Głosów |
| Kandydat                                                                                      | Kandydat              | Komitet wyborczy                                                           | Liczba | %      | +/–    |
| --------------------------------------------------------------------------------------------- | --------------------- | -------------------------------------------------------------------------- | ------ | ------ | ------ |
|                                                                                               | Kazimierz Wiatr ●     | Prawo i Sprawiedliwość                                                     | 89 582 | 47,12  | –11,20 |
|                                                                                               | Stanisław Sorys       | KKW Trzecia Droga Polska 2050 Szymona Hołowni – Polskie Stronnictwo Ludowe | 56 849 | 29,90  | +0,76  |
|                                                                                               | Józef Sztorc          | Bezpartyjni Samorządowcy                                                   | 17 027 | 8,96   | –      |
|                                                                                               | Mirosław Poświatowski | Konfederacja Wolność i Niepodległość                                       | 15 694 | 8,25   | –4,29  |
|                                                                                               | Dariusz Klich         | Polska Jest Jedna                                                          | 10 979 | 5,77   | –      |
| Frekwencja: 69,39% Liczba głosów ważnych: 190 131 (98,10%) Źródło: Państwowa Komisja Wyborcza |                       |                                                                            |        |        |        |